# Stromeyerita
La stromeyerita es un mineral de la clase de los minerales sulfuros. Fue descubierta en 1832 en una mina de la región de Bohemia (República Checa), siendo nombrada así en honor de Friedrich Stromeyer, químico alemán. Sinónimos poco usados son: stromeyerina o cipargirita.

## Características químicas
Es un sulfuro de cobre y plata. Químicamente similar a la mckinstryíta.
Además de los elementos de su fórmula, suele llevar como impureza hierro.

## Formación y yacimientos
Se forma en vetas hidrotermales ricas en cobre y plata, la mayoría de las veces por procesos secundarios por alteración de minerales como la bornita, aunque también como mineral primario. 
Suele encontrarse asociado a otros minerales como: freibergita, bornita, calcopirita, galena u otros minerales sulfuros.